# Bande dessinée alternative

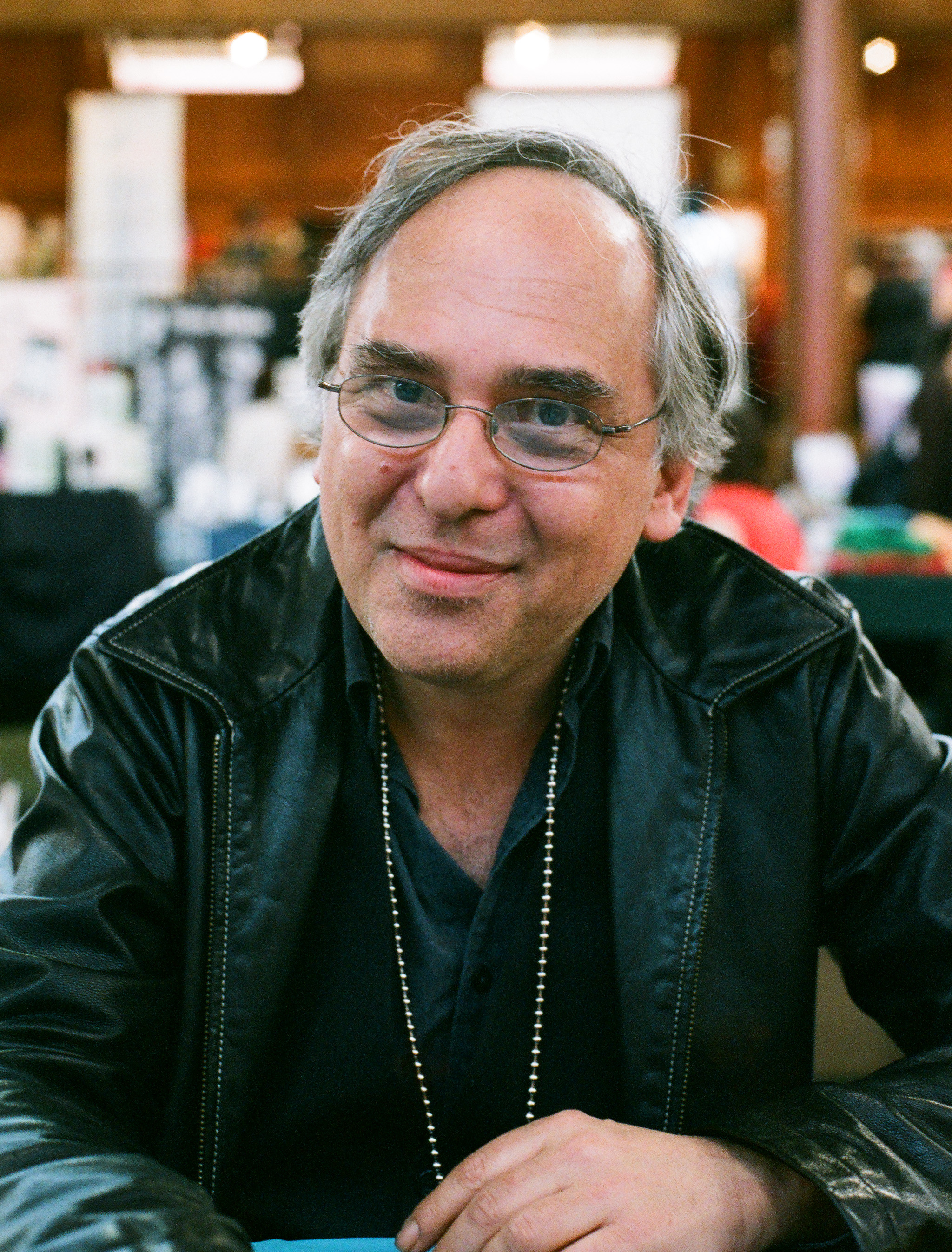
Art Spiegelman, Alternativ press expo (2007)

La bande dessinée alternative, dite aussi bande dessinée indépendante est un courant de la bande dessinée. Aux États-Unis elle apparaît au début des années 1980 faisant suite au courant underground de la fin des années 1960 - début des années 1970. Ses emblèmes sont des auteurs américains tels Robert Crumb, Gilbert Shelton, Art Spiegelman ou plus récemment Daniel Clowes, Craig Thompson, Chris Ware et Julie Doucet. Dans l'espace européen francophone elle se développe notamment dans les années 1990, grâce à des structures comme l'Association, avec Lewis Trondheim, Jean-Christophe Menu, David B., Stanislas, Mattt Konture, Killofer et Mokeït.

## Définition
Aux États-Unis, la bande dessinée alternative se définit à l'origine par l'opposition aux éditeurs de comics de super-héros et aux éditeurs dits mainstream. Les publications se différencient sur la forme : cela peut être en noir et blanc du fait des coûts de fabrication moindres ou à la pagination libre sortant du traditionnel 48 pages (48 CC) mais également des tailles d'ouvrage variées. Sur le fond les histoires peuvent être intimistes, autobiographiques ou encore muettes, de manière générale plutôt destinées à un public adulte.
La différence entre underground et alternative est historique avec des comics underground des années 1960 au milieu des années 1970 et une scène alternative qui prendrait sa place des années 1980 à nos jours.
Dans le monde de la bande dessinée européenne francophone, on tend à différencier la bande dessinée underground qui représenterait plus le monde du fanzine de bande dessinée (small press, bdzine, graphzine, one-man-zine...) et la bande dessinée alternative qui serait plus de la "micro-édition (...) entre l'édition artisanale et le fanzine de luxe". Depuis 2003, l'organisation du Festival international de la bande dessinée d'Angoulême a décidé de séparer les deux thématiques et de les placer dans deux endroits différents.
Glénat a commencé par le fanzinat et est toujours indépendant tout comme Delcourt et Soleil Productions mais ces éditeurs ne sont pourtant pas dits indépendants.
Des éditeurs comme Treize étrange, Emmanuel Proust, Akileos sont parfois classés en indépendants alors qu'il appartiennent à des grands groupes. D'où le choix des termes alternatif / underground préféré au terme indépendant.

## Histoire
Aux États-Unis dans le milieu des années 1970, la bande dessinée underground connaît une crise. Les ventes s'effondrent et le message général contre les valeurs en place s'essouffle en même temps que les revendications politiques de la jeunesse des années 1960 s'effacent. Heureusement, les auteurs et les éditeurs qui veulent diffuser des œuvres personnelles, éloignées des exigences du système et des codes mainstream trouvent un nouveau moyen pour toucher leurs lecteurs potentiels grâce à l'apparition des magasins spécialisés dans la vente de comics. C'est le cas de Dave Sim qui à partir de décembre 1977 commence à publier sa série Cerebus the Aardvark. Commencée comme une parodie du comic book Conan de Roy Thomas et Barry Windsor-Smith édité par Marvel Comics, la série est aussi une tribune pour l'auteur qui peut exposer ses opinions souvent hétérodoxes sur les comics, les femmes et la réalité d'une manière générale. De même en 1978 Wendy et Richard Pini commencent la publication d'Elfquest.
L'essor de la bande dessinée alternative démarre avec des magazines comme RAW dirigée par Françoise Mouly et Art Spiegelman (qui à partir du deuxième numéro y fait paraître sa série Maus). Le magazine est publié en deux séries de 1980 à 1991 avec notamment des auteurs européens et japonais. On trouve également le magazine Weirdo, initié par Robert Crumb, figure emblématique de la bande dessinée underground, et repris par Peter Bagge. Ce magazine est publié par Last Gasp de 1981 à 1993.
Le travail des éditeurs indépendants est, en effet, aussi important comme celui de Fantagraphics Books qui, après avoir lancé The Comics Journal, édite de jeunes auteurs tels que Dan Clowes ou Chris Ware, Drawn and Quarterly avec Seth ou Chester Brown, etc.

## Différentes formes d'indépendance

### Rôle des fanzines
Les fanzines sont un mode d'expression privilégié des auteurs de bande dessinée indépendants[réf. nécessaire]. « Un jeune dessinateur a beaucoup plus de liberté dans un fanzine qu'en allant voir directement un éditeur », selon la documentaliste de la Fanzinothèque de Poitiers (France), Marie Bourguoin.

### Auto-édition
L'auto-édition consiste pour un auteur à s'affranchir d'un éditeur et publier lui-même ses productions. Cela reste souvent artisanal, l'auteur assurant les travaux d'impression, découpage et reliure de ses albums.

### Les maisons d'éditions alternatives
Il existe des auteurs de bande dessinée indépendante qui, sans s'auto-éditer, passent par des maisons d'éditions indépendantes des grands éditeurs. Les éditeurs de ce type de bande dessinée étant souvent financièrement fragiles et les ventes confidentielles comparées aux éditeurs traditionnels, les tirages sont plus faibles et des difficultés de distribution peuvent limiter la diffusion de ces publications.
Parmi les ouvrages édités par ces maisons, se trouvent notamment des revues de collectifs, qui regroupent des œuvres de différents auteurs.

#### Éditeurs francophones
Ses premiers acteurs franco-belges, comme Artéfact, Futuropolis, L'Association, Frémok, Ego comme x, Cornélius ou bien Les Requins Marteaux, ont permis un renouvellement de la bande dessinée qui a conduit de nombreux grands éditeurs à imiter leurs méthodes et à publier nombre de leurs auteurs. Quelques titres en sont : Ah Na Na, Ivoire.

#### Éditeurs américains
Voici une liste non exhaustive d'éditeurs de bande dessinée alternative :
- Alternative Comics
- Fantagraphics Books
- Last Gasp
- Pantheon Books

## Diffusion de la bande dessinée alternative
La bande dessinée alternative peut être diffusée par des distributeurs permettant d'en trouver dans la majorité des librairies spécialisées. Les festivals de bande dessinée sont un autre mode de diffusion.

## Économie de la bande dessinée alternative
Parts de nouveautés éditées chez les éditeurs alternatifs depuis 2000
| Année | Pourcentage |
| ----- | ----------- |
| 2007  | 18 %        |
| 2006  | 15 %        |
| 2005  | 17 %        |
| 2004  | 16 %        |
| 2003  | 17 %        |
| 2002  | 18 %        |
| 2001  | 19 %        |
| 2000  | 20 %        |

Publications moyennes mensuelles en 2007 : 51 avec un pic en novembre (96).

## Hommages
- Un Prix de la bande dessinée alternative existe depuis 1982 au Festival international de la bande dessinée d'Angoulême ; il est remis chaque année à un fanzine de bande dessinée[4].
- En 2022, a lieu une exposition rétrospective sur 40 ans de bande dessinée alternative ayant été primée lors du Festival international de la bande dessinée d'Angoulême ; elle se déroule à la Fanzinothèque de Poitiers, en France[4].